# Vorrnipa
Vorrnipa är en bergstopp i Antarktis. Den ligger i Östantarktis. Norge gör anspråk på området. Toppen på Vorrnipa är 2 320 meter över havet.
Terrängen runt Vorrnipa är varierad. Trakten är obefolkad. Det finns inga samhällen i närheten. 